# AZS Olsztyn w sezonie 2017/2018

## Transfery

### Przyszli
| Imię i nazwisko   | Poprzedni klub           |
| ----------------- | ------------------------ |
| Robbert Andringa  | Stade Poitevin Poitiers  |
| Mateusz Kańczok   | MOS Wola Warszawa        |
| Tomas Rousseaux   | VfB Friedrichshafen      |
| Blake Scheerhoorn | Trinity Western Spartans |

### Odeszli
| Imię i nazwisko     | Lata gry w klubie       | Nowy klub               |
| ------------------- | ----------------------- | ----------------------- |
| Hidde Boswinkel     | 2016 – 2017             | AVS Mosca Bruno Bolzano |
| Ezequiel Palacios   | 2016 – 2017             | Ciudad Vóley            |
| Aleksander Śliwka   | 2016 – 2017             | Asseco Resovia Rzeszów  |
| Wojciech Włodarczyk | 2010 – 2011 2016 – 2017 | Onico Warszawa          |

## Drużyna

### Sztab
| Pierwszy trener | Roberto Santilli            |
| Drugi trener    | Marcin Mierzejewski         |
| Fizjoterapeuta  | Paweł Ciesiun Piotr Deptuła |
| Lekarz          | Wojciech Remiszewski        |
| Statystyk       | Mateusz Nykiel              |

### Zawodnicy
| Nr | Imię i nazwisko   | Data ur.   | Wzrost | Pozycja      |
| -- | ----------------- | ---------- | ------ | ------------ |
| 1  | Mateusz Kańczok   | 03.06.1993 | 203    | atakujący    |
| 2  | Jan Hadrava       | 03.06.1991 | 199    | atakujący    |
| 3  | Michał Żurek      | 03.06.1988 | 182    | libero       |
| 4  | Daniel Pliński    | 10.12.1978 | 204    | środkowy     |
| 5  | Miłosz Zniszczoł  | 02.07.1986 | 199    | środkowy     |
| 6  | Robbert Andringa  | 28.10.1990 | 192    | przyjmujący  |
| 7  | Jakub Kochanowski | 17.07.1997 | 200    | środkowy     |
| 8  | Kamil Leliwa      | 09.01.1999 | 195    | środkowy     |
| 10 | Łukasz Makowski   | 21.02.1989 | 187    | rozgrywający |
| 11 | Blake Scheerhoorn | 06.01.1995 | 202    | przyjmujący  |
| 12 | Paweł Woicki      | 29.06.1983 | 183    | rozgrywający |
| 13 | Adrian Buchowski  | 30.09.1991 | 194    | przyjmujący  |
| 14 | Tomas Rousseaux   | 31.03.1994 | 198    | przyjmujący  |
| 16 | Rafał Maluchnik   | 10.05.1995 | 185    | rozgrywający |
| 17 | Jakub Zabłocki    | 10.04.1995 | 188    | libero       |
| 18 | Dawid Sokołowski  | 06.10.2000 | 192    | przyjmujący  |

## Mecze w PlusLidze

### Faza zasadnicza
| 30.09.2017 | Indykpol AZS Olsztyn | 3:1 (25:22, 25:18, 20:25, 25:20) | Stocznia Szczecin | Hala Urania, Olsztyn                                                             |  |
| 14:45      | Wyjściowe ustawienie: Jan Hadrava 21 pkt Jakub Kochanowski 14 pkt Robbert Andringa 11 pkt Tomas Rousseaux 11 pkt Daniel Pliński 9 pkt Paweł Woicki 3 pkt Michał Żurek (L) Zmiany: Adrian Buchowski 4 pkt Blake Scheerhoorn 1 pkt Mateusz Kańczok 0 pkt Łukasz Makowski 0 pkt Miłosz Zniszczoł 0 pkt | statystyki                       | Wyjściowe ustawienie: 16 pkt Mateusz Malinowski 10 pkt Justin Duff 10 pkt Marcin Wika 9 pkt Bartosz Gawryszewski 2 pkt Eemi Tervaportti 0 pkt Jeffrey Menzel (L) Dawid Murek Zmiany: 8 pkt Michał Ruciak 0 pkt Adrian Kacperkiewicz 0 pkt Tomasz Kowalski 0 pkt Adrian Mihułka (L) Marcin Jaskuła | Sędzia I: Maciej Twardowski Sędzia II: Tomasz Flis Widzów: 1800 MVP: Jan Hadrava |  |

| 04.10.2017 | Dafi Społem Kielce | 0:3 (10:25, 19:25, 18:25) | Indykpol AZS Olsztyn | Hala Legionów, Kielce                                                             |  |
| 18:00      | Wyjściowe ustawienie: Łukasz Łapszyński 7 pkt Maciej Pawliński 6 pkt Aleksiej Nałobin 5 pkt Jakub Wachnik 5 pkt Maksim Marozau 3 pkt Przemysław Stępień 0 pkt Mateusz Czunkiewicz (L) Zmiany: Michał Superlak 8 pkt Piotr Adamski 2 pkt Mariusz Schamlewski 1 pkt Jakub Szymański 0 pkt | statystyki                | Wyjściowe ustawienie: 20 pkt Tomas Rousseaux 14 pkt Jan Hadrava 8 pkt Robbert Andringa 7 pkt Daniel Pliński 6 pkt Jakub Kochanowski 3 pkt Paweł Woicki (L) Michał Żurek Zmiany: 1 pkt Mateusz Kańczok 0 pkt Łukasz Makowski | Sędzia I: Waldemar Niemczura Sędzia II: Piotr Król Widzów: 1100 MVP: Paweł Woicki |  |

| 07.10.2017 | Indykpol AZS Olsztyn | 3:1 (23:25, 25:13, 25:11, 25:23) | BBTS Bielsko-Biała | Hala Urania, Olsztyn                                                                     |  |
| 17:00      | Wyjściowe ustawienie: Jakub Kochanowski 19 pkt Jan Hadrava 17 pkt Tomas Rousseaux 14 pkt Robbert Andringa 9 pkt Daniel Pliński 8 pkt Paweł Woicki 2 pkt Michał Żurek (L) Zmiany: Adrian Buchowski 1 pkt Blake Scheerhoorn 1 pkt Mateusz Kańczok 0 pkt | statystyki                       | Wyjściowe ustawienie: 18 pkt Oleg Krikun 7 pkt Mariusz Gaca 7 pkt Wojciech Siek 7 pkt Wiaczesław Tarasow 4 pkt Bartosz Janeczek 1 pkt Harrison Peacock (L) Przemysław Czauderna Zmiany: 2 pkt Bartosz Cedzyński 1 pkt Jakub Bucki 1 pkt Jarosław Macionczyk 1 pkt Tomasz Piotrowski (L) Kajetan Marek | Sędzia I: Agnieszka Michlic Sędzia II: Jacek Broński Widzów: 1800 MVP: Jakub Kochanowski |  |

| 18.10.2017 | Indykpol AZS Olsztyn | 3:2 (18:25, 25:21, 25:23, 28:30, 15:12) | PGE Skra Bełchatów | Hala Urania, Olsztyn                                                               |  |
| 18:00      | Wyjściowe ustawienie: Jan Hadrava 23 pkt Jakub Kochanowski 18 pkt Tomas Rousseaux 16 pkt Robbert Andringa 6 pkt Daniel Pliński 1 pkt Paweł Woicki 1 pkt Michał Żurek (L) Zmiany: Miłosz Zniszczoł 6 pkt Adrian Buchowski 1 pkt Mateusz Kańczok 0 pkt Łukasz Makowski 0 pkt Blake Scheerhoorn 0 pkt | statystyki                              | Wyjściowe ustawienie: 26 pkt Bartosz Bednorz 23 pkt Mariusz Wlazły 12 pkt Patryk Czarnowski 11 pkt Karol Kłos 7 pkt Nikołaj Penczew 0 pkt Grzegorz Łomacz (L) Kacper Piechocki Zmiany: 7 pkt Milad Ebadipur 1 pkt Szymon Romać 0 pkt Marcin Janusz 0 pkt Milan Katić | Sędzia I: Marek Heyducki Sędzia II: Piotr Skowroński Widzów: 2390 MVP: Jan Hadrava |  |

| 21.10.2017 | Aluron Virtu Warta Zawiercie | 3:2 (21:25, 23:25, 25:18, 26:24, 16:14) | Indykpol AZS Olsztyn | Hala OSiR II, Zawiercie                                                           |  |
| 17:00      | Wyjściowe ustawienie: Grzegorz Bociek 22 pkt Matej Pátak 18 pkt Hugo de Leon Guimarães 16 pkt Łukasz Swodczyk 13 pkt David Smith 9 pkt Grzegorz Pająk 5 pkt Taichirō Koga (L) Zmiany: Łukasz Kaczorowski 2 pkt Maciej Zajder 0 pkt Michał Żuk 0 pkt Krzysztof Andrzejewski (L) | statystyki                              | Wyjściowe ustawienie: 28 pkt Jan Hadrava 18 pkt Jakub Kochanowski 15 pkt Robbert Andringa 5 pkt Miłosz Zniszczoł 2 pkt Tomas Rousseaux 0 pkt Paweł Woicki (L) Michał Żurek Zmiany: 6 pkt Daniel Pliński 5 pkt Blake Scheerhoorn 3 pkt Adrian Buchowski 0 pkt Mateusz Kańczok 0 pkt Łukasz Makowski | Sędzia I: Tomasz Janik Sędzia II: Szymon Pindral Widzów: 1500 MVP: Grzegorz Pająk |  |

| 29.10.2017 | Indykpol AZS Olsztyn | 3:0 (25:18, 25:23, 31:29) | Jastrzębski Węgiel | Hala Urania, Olsztyn                                                             |  |
| 14:45      | Wyjściowe ustawienie: Jan Hadrava 18 pkt Jakub Kochanowski 12 pkt Tomas Rousseaux 10 pkt Robbert Andringa 6 pkt Daniel Pliński 5 pkt Paweł Woicki 1 pkt Michał Żurek (L) Zmiany: Adrian Buchowski 2 pkt Miłosz Zniszczoł 1 pkt Mateusz Kańczok 0 pkt | statystyki                | Wyjściowe ustawienie: 23 pkt Maciej Muzaj 9 pkt Salvador Hidalgo Oliva 6 pkt Grzegorz Kosok 5 pkt Rodrigo Quiroga 1 pkt Damian Boruch 1 pkt Lukas Kampa (L) Jakub Popiwczak Zmiany: 9 pkt Jason De Rocco 2 pkt Wojciech Sobala 1 pkt Dardan Lushtaku 0 pkt Marcin Ernastowicz 0 pkt Patryk Strzeżek | Sędzia I: Zbigniew Wolski Sędzia II: Jacek Broński Widzów: 2400 MVP: Jan Hadrava |  |

| 04.11.2017 | Asseco Resovia Rzeszów | 3:0 (25:23, 25:20, 26:24) | Indykpol AZS Olsztyn | Hala Podpromie, Rzeszów                                                                |  |
| 14:45      | Wyjściowe ustawienie: Jakub Jarosz 15 pkt Thibault Rossard 15 pkt Bartłomiej Lemański 14 pkt Elviss Krastins 6 pkt Marcin Możdżonek 6 pkt Michał Kędzierski 2 pkt Paweł Rusek (L) Zmiany: Łukasz Perłowski 0 pkt Jochen Schöps 0 pkt | statystyki                | Wyjściowe ustawienie: 22 pkt Jan Hadrava 10 pkt Tomas Rousseaux 8 pkt Jakub Kochanowski 3 pkt Robbert Andringa 2 pkt Daniel Pliński 0 pkt Paweł Woicki (L) Michał Żurek Zmiany: 2 pkt Blake Scheerhoorn 1 pkt Adrian Buchowski 1 pkt Miłosz Zniszczoł 0 pkt Mateusz Kańczok 0 pkt Łukasz Makowski (L) Jakub Zabłocki | Sędzia I: Jacek Litwin Sędzia II: Paweł Burkiewicz Widzów: 4087 MVP: Michał Kędzierski |  |

| 10.11.2017 | Indykpol AZS Olsztyn | 2:3 (20:25, 25:23, 25:16, 19:25, 13:15) | Trefl Gdańsk | Hala Urania, Olsztyn                                                                     |  |
| 18:00      | Wyjściowe ustawienie: Jakub Kochanowski 22 pkt Jan Hadrava 17 pkt Daniel Pliński 12 pkt Robbert Andringa 11 pkt Paweł Woicki 3 pkt Tomas Rousseaux 2 pkt Michał Żurek (L) Zmiany: Adrian Buchowski 8 pkt Blake Scheerhoorn 1 pkt Mateusz Kańczok 0 pkt Łukasz Makowski 0 pkt Jakub Zabłocki 0 pkt Miłosz Zniszczoł 0 pkt | statystyki                              | Wyjściowe ustawienie: 18 pkt Piotr Nowakowski 17 pkt Mateusz Mika 17 pkt Artur Szalpuk 16 pkt Damian Schulz 3 pkt Wojciech Grzyb 0 pkt Tyler Sanders (L) Maciej Olenderek Zmiany: 4 pkt Daniel McDonnell 2 pkt Szymon Jakubiszak 1 pkt Wojciech Ferens 0 pkt Bradley Gunter 0 pkt Michał Kozłowski | Sędzia I: Maciej Twardowski Sędzia II: Szymon Pindral Widzów: 2200 MVP: Piotr Nowakowski |  |

| 14.11.2017 | ZAKSA Kędzierzyn-Koźle | 3:2 (21:25, 25:19, 20:25, 25:17, 15:9) | Indykpol AZS Olsztyn | Hala Azoty, Kędzierzyn-Koźle                                                        |  |
| 18:30      | Wyjściowe ustawienie: Maurice Torres 21 pkt Sam Deroo 18 pkt Łukasz Wiśniewski 14 pkt Rafał Buszek 5 pkt Mateusz Bieniek 2 pkt Benjamin Toniutti 2 pkt Paweł Zatorski (L) Zmiany: Rafał Szymura 13 pkt Krzysztof Rejno 8 pkt Sławomir Jungiewicz 0 pkt Kamil Semeniuk 0 pkt | statystyki                             | Wyjściowe ustawienie: 21 pkt Jan Hadrava 16 pkt Tomas Rousseaux 13 pkt Jakub Kochanowski 8 pkt Daniel Pliński 4 pkt Robbert Andringa 1 pkt Paweł Woicki (L) Michał Żurek Zmiany: 2 pkt Miłosz Zniszczoł 0 pkt Adrian Buchowski 0 pkt Mateusz Kańczok 0 pkt Łukasz Makowski 0 pkt Blake Scheerhoorn | Sędzia I: Zbigniew Wolski Sędzia II: Maciej Maciejewski Widzów: 1758 MVP: Sam Deroo |  |

| 19.11.2017 | Indykpol AZS Olsztyn | 3:0 (27:25, 25:22, 25:15) | Cuprum Lubin | Hala Urania, Olsztyn                                                                         |  |
| 14:45      | Wyjściowe ustawienie: Jan Hadrava 14 pkt Jakub Kochanowski 14 pkt Tomas Rousseaux 14 pkt Daniel Pliński 9 pkt Robbert Andringa 7 pkt Paweł Woicki 0 pkt Michał Żurek (L) Zmiany: Mateusz Kańczok 1 pkt Jakub Zabłocki (L) | statystyki                | Wyjściowe ustawienie: 26 pkt Łukasz Kaczmarek 7 pkt Keith Pupart 4 pkt Piotr Hain 4 pkt Przemysław Smoliński 3 pkt Miloš Terzić 1 pkt Michal Masný (L) Marcin Kryś Zmiany: 1 pkt Filip Biegun 1 pkt Adam Michalski 0 pkt Maciej Gorzkiewicz 0 pkt Adrian Patucha | Sędzia I: Magdalena Niewiarowska Sędzia II: Tomasz Janik Widzów: 1800 MVP: Jakub Kochanowski |  |

| 25.11.2017 | Cerrad Czarni Radom | 3:0 (25:17, 25:20, 27:25) | Indykpol AZS Olsztyn | Hala MOSiR, Radom                                                                 |  |
| 14:45      | Wyjściowe ustawienie: Michał Filip 19 pkt Tomasz Fornal 14 pkt Dmytro Teriomenko 10 pkt Wojciech Żaliński 8 pkt Michał Ostrowski 4 pkt Kamil Droszyński 1 pkt Dustin Watten (L) Zmiany: Kamil Kwasowski 0 pkt | statystyki                | Wyjściowe ustawienie: 12 pkt Jakub Kochanowski 11 pkt Jan Hadrava 7 pkt Robbert Andringa 6 pkt Tomas Rousseaux 3 pkt Daniel Pliński 0 pkt Paweł Woicki (L) Michał Żurek Zmiany: 3 pkt Blake Scheerhoorn 1 pkt Miłosz Zniszczoł 0 pkt Adrian Buchowski 0 pkt Mateusz Kańczok 0 pkt Łukasz Makowski (L) Jakub Zabłocki | Sędzia I: Waldemar Niemczura Sędzia II: Piotr Król Widzów: 1500 MVP: Michał Filip |  |

| 04.12.2017 | Indykpol AZS Olsztyn | 3:2 (25:15, 23:25, 24:26, 25:19, 15:12) | Łuczniczka Bydgoszcz | Hala Urania, Olsztyn                                                           |  |
| 18:00      | Wyjściowe ustawienie: Jan Hadrava 25 pkt Miłosz Zniszczoł 15 pkt Robbert Andringa 13 pkt Jakub Kochanowski 12 pkt Tomas Rousseaux 6 pkt Paweł Woicki 1 pkt Michał Żurek (L) Zmiany: Adrian Buchowski 6 pkt Daniel Pliński 2 pkt Mateusz Kańczok 0 pkt Blake Scheerhoorn 0 pkt | statystyki                              | Wyjściowe ustawienie: 23 pkt Bartosz Filipiak 16 pkt Metodi Ananiew 8 pkt Michał Szalacha 7 pkt Wojciech Jurkiewicz 3 pkt Jakub Rohnka 2 pkt Edgardo Goás (L) Adam Kowalski Zmiany: 6 pkt Paweł Gryc 0 pkt Kacper Bobrowski 0 pkt Piotr Sieńko | Sędzia I: Marcin Herbik Sędzia II: Tomasz Janik Widzów: 1600 MVP: Paweł Woicki |  |

| 12.12.2017 | Onico Warszawa | 3:1 (25:22, 25:22, 20:25, 25:22) | Indykpol AZS Olsztyn | Hala Torwar, Warszawa                                                                      |  |
| 19:00      | Wyjściowe ustawienie: Bartosz Kwolek 18 pkt Nikola Ǵorǵiev 10 pkt Wojciech Włodarczyk 10 pkt Andrzej Wrona 8 pkt Antoine Brizard 6 pkt Sebastian Warda 3 pkt Damian Wojtaszek (L) Zmiany: Jan Nowakowski 5 pkt Sharone Vernon-Evans 4 pkt Guillaume Samica 1 pkt Jan Firlej 0 pkt Jakub Kowalczyk 0 pkt | statystyki                       | Wyjściowe ustawienie: 20 pkt Jan Hadrava 13 pkt Jakub Kochanowski 7 pkt Robbert Andringa 4 pkt Miłosz Zniszczoł 3 pkt Tomas Rousseaux 2 pkt Paweł Woicki (L) Michał Żurek Zmiany: 10 pkt Adrian Buchowski 3 pkt Blake Scheerhoorn 1 pkt Daniel Pliński 0 pkt Mateusz Kańczok 0 pkt Łukasz Makowski | Sędzia I: Maciej Maciejewski Sędzia II: Jarosław Makowski Widzów: 2100 MVP: Bartosz Kwolek |  |

| 22.12.2017 | Indykpol AZS Olsztyn | 3:2 (25:20, 19:25, 25:20, 23:25, 17:15) | GKS Katowice | Hala Urania, Olsztyn                                                                    |  |
| 18:00      | Wyjściowe ustawienie: Jan Hadrava 26 pkt Jakub Kochanowski 19 pkt Blake Scheerhoorn 10 pkt Daniel Pliński 8 pkt Robbert Andringa 4 pkt Paweł Woicki 1 pkt Michał Żurek (L) Zmiany: Tomas Rousseaux 5 pkt Adrian Buchowski 2 pkt Mateusz Kańczok 0 pkt Łukasz Makowski 0 pkt Miłosz Zniszczoł 0 pkt | statystyki                              | Wyjściowe ustawienie: 24 pkt Dominik Witczak 17 pkt Emanuel Kohút 16 pkt Gonzalo Quiroga 8 pkt Serhij Kapełuś 3 pkt Marcin Komenda 2 pkt Tomasz Kalembka (L) Bartosz Mariański Zmiany: 9 pkt Paweł Pietraszko 1 pkt Karol Butryn 0 pkt Bartłomiej Krulicki 0 pkt Rafał Sobański (L) Adrian Stańczak | Sędzia I: Jarosław Makowski Sędzia II: Maciej Maciejewski Widzów: 1800 MVP: Jan Hadrava |  |

| 30.12.2017 | MKS Będzin | 3:1 (25:20, 21:25, 25:22, 26:24) | Indykpol AZS Olsztyn | Hala WS, Sosnowiec                                                                        |  |
| 18:00      | Wyjściowe ustawienie: Marcin Waliński 20 pkt Rafael Rodrigues de Araújo 18 pkt Mateusz Kowalski 10 pkt Jan Klobucar 9 pkt Bartłomiej Grzechnik 5 pkt Jonah Seif 3 pkt Michał Potera (L) Zmiany: Rafał Faryna 0 pkt Jakub Peszko 0 pkt | statystyki                       | Wyjściowe ustawienie: 23 pkt Jan Hadrava 15 pkt Jakub Kochanowski 6 pkt Daniel Pliński 1 pkt Paweł Woicki 0 pkt Robbert Andringa 0 pkt Blake Scheerhoorn (L) Michał Żurek Zmiany: 9 pkt Tomas Rousseaux 7 pkt Adrian Buchowski 1 pkt Miłosz Zniszczoł 0 pkt Mateusz Kańczok 0 pkt Łukasz Makowski | Sędzia I: Waldemar Kobienia Sędzia II: Sławomir Gołąbek Widzów: 1360 MVP: Marcin Waliński |  |

| 07.01.2018 | Stocznia Szczecin | 0:3 (14:25, 23:25, 18:25) | Indykpol AZS Olsztyn | Netto Arena, Szczecin                                                                   |  |
| 20:00      | Wyjściowe ustawienie: Bartłomiej Kluth 13 pkt Justin Duff 8 pkt Eemi Tervaportti 2 pkt Marcin Wika 2 pkt Bartosz Gawryszewski 0 pkt Michał Ruciak 0 pkt Adrian Mihułka (L) Zmiany: Jeffrey Menzel 8 pkt Janusz Gałązka 3 pkt Mateusz Malinowski 2 pkt Tomasz Kowalski 0 pkt Marcin Jaskuła (L) | statystyki                | Wyjściowe ustawienie: 16 pkt Jan Hadrava 14 pkt Jakub Kochanowski 8 pkt Adrian Buchowski 8 pkt Tomas Rousseaux 6 pkt Miłosz Zniszczoł 2 pkt Paweł Woicki (L) Michał Żurek Zmiany: 0 pkt Daniel Pliński | Sędzia I: Paweł Burkiewicz Sędzia II: Maciej Kolendowski Widzów: 1580 MVP: Paweł Woicki |  |

| 14.01.2018 | Indykpol AZS Olsztyn | 3:0 (25:22, 25:20, 25:23) | Dafi Społem Kielce | Hala Urania, Olsztyn                                                             |  |
| 15:00      | Wyjściowe ustawienie: Jan Hadrava 15 pkt Tomas Rousseaux 15 pkt Miłosz Zniszczoł 10 pkt Jakub Kochanowski 7 pkt Adrian Buchowski 2 pkt Paweł Woicki 1 pkt Michał Żurek (L) Zmiany: Robbert Andringa 5 pkt Mateusz Kańczok 0 pkt Łukasz Makowski 0 pkt Daniel Pliński 0 pkt | statystyki                | Wyjściowe ustawienie: 17 pkt Jakub Wachnik 16 pkt Tomislav Đokić 8 pkt Maksim Marozau 8 pkt Maciej Pawliński 1 pkt Mariusz Schamlewski 1 pkt Przemysław Stępień (L) Mateusz Czunkiewicz Zmiany: 4 pkt Aleksiej Nałobin 0 pkt Piotr Adamski 0 pkt Michał Superlak 0 pkt Patryk Więckowski | Sędzia I: Marek Heyducki Sędzia II: Jacek Broński Widzów: 1800 MVP: Paweł Woicki |  |

| 20.01.2018 | BBTS Bielsko-Biała | 1:3 (15:25, 22:25, 25:17, 15:25) | Indykpol AZS Olsztyn | Hala WS, Bielsko-Biała                                                                     |  |
| 17:00      | Wyjściowe ustawienie: Bartosz Cedzyński 14 pkt Bartosz Janeczek 14 pkt Piotr Łukasik 4 pkt Jakub Bucki 2 pkt Mariusz Gaca 1 pkt Harrison Peacock 0 pkt Dominik Jaglarski (L) Zmiany: Wiaczesław Tarasow 18 pkt Oleg Krikun 11 pkt Jarosław Macionczyk 0 pkt Wojciech Siek 0 pkt | statystyki                       | Wyjściowe ustawienie: 25 pkt Jan Hadrava 19 pkt Tomas Rousseaux 11 pkt Jakub Kochanowski 9 pkt Robbert Andringa 3 pkt Miłosz Zniszczoł 1 pkt Paweł Woicki (L) Michał Żurek Zmiany: 6 pkt Daniel Pliński 1 pkt Mateusz Kańczok 0 pkt Łukasz Makowski 0 pkt Blake Scheerhoorn | Sędzia I: Magdalena Niewiarowska Sędzia II: Marcin Herbik Widzów: 800 MVP: Tomas Rousseaux |  |

| 03.02.2018 | Indykpol AZS Olsztyn | 0:3 (17:25, 22:25, 15:25) | ZAKSA Kędzierzyn-Koźle | Hala Urania, Olsztyn                                                                |  |
| 14:45      | Wyjściowe ustawienie: Robbert Andringa 8 pkt Jan Hadrava 8 pkt Tomas Rousseaux 6 pkt Jakub Kochanowski 5 pkt Daniel Pliński 4 pkt Paweł Woicki 2 pkt Michał Żurek (L) Zmiany: Mateusz Kańczok 5 pkt Adrian Buchowski 3 pkt Łukasz Makowski 0 pkt | statystyki                | Wyjściowe ustawienie: 17 pkt Sam Deroo 12 pkt Maurice Torres 10 pkt Łukasz Wiśniewski 8 pkt Mateusz Bieniek 8 pkt Rafał Szymura 1 pkt Benjamin Toniutti (L) Paweł Zatorski Zmiany: 0 pkt Sławomir Jungiewicz | Sędzia I: Mariusz Gadzina Sędzia II: Jacek Litwin Widzów: 2400 MVP: Mateusz Bieniek |  |

| 09.02.2018 | PGE Skra Bełchatów | 3:2 (18:25, 23:25, 25:22, 25:14, 18:16) | Indykpol AZS Olsztyn | Hala Energia, Bełchatów                                                               |  |
| 18:00      | Wyjściowe ustawienie: Srećko Lisinac 25 pkt Mariusz Wlazły 20 pkt Karol Kłos 18 pkt Milad Ebadipur 17 pkt Marcin Janusz 2 pkt Bartosz Bednorz 1 pkt Kacper Piechocki (L) Zmiany: Nikołaj Penczew 7 pkt Patryk Czarnowski 0 pkt Aleksandar Nedeljković 0 pkt | statystyki                              | Wyjściowe ustawienie: 20 pkt Jan Hadrava 12 pkt Tomas Rousseaux 11 pkt Jakub Kochanowski 11 pkt Daniel Pliński 5 pkt Robbert Andringa 2 pkt Paweł Woicki (L) Michał Żurek Zmiany: 3 pkt Adrian Buchowski 1 pkt Blake Scheerhoorn 0 pkt Mateusz Kańczok 0 pkt Łukasz Makowski 0 pkt Miłosz Zniszczoł | Sędzia I: Marek Heyducki Sędzia II: Piotr Skowroński Widzów: 2044 MVP: Srećko Lisinac |  |

| 17.02.2018 | Indykpol AZS Olsztyn | 3:2 (29:27, 25:16, 19:25, 24:26, 29:27) | Aluron Virtu Warta Zawiercie | Hala Urania, Olsztyn                                                               |  |
| 17:00      | Wyjściowe ustawienie: Jan Hadrava 34 pkt Tomas Rousseaux 24 pkt Miłosz Zniszczoł 12 pkt Robbert Andringa 10 pkt Daniel Pliński 8 pkt Paweł Woicki 2 pkt Michał Żurek (L) Zmiany: Adrian Buchowski 1 pkt Blake Scheerhoorn 1 pkt Mateusz Kańczok 0 pkt Jakub Kochanowski 0 pkt Łukasz Makowski 0 pkt | statystyki                              | Wyjściowe ustawienie: 22 pkt David Smith 15 pkt Grzegorz Bociek 13 pkt Matej Pátak 11 pkt Hugo de Leon Guimarães 6 pkt Grzegorz Pająk 4 pkt Maciej Zajder (L) Taichirō Koga Zmiany: 14 pkt Łukasz Swodczyk 9 pkt Łukasz Kaczorowski 1 pkt Michał Żuk 0 pkt Kamil Długosz 0 pkt Mariusz Marcyniak (L) Krzysztof Andrzejewski | Sędzia I: Agnieszka Michlic Sędzia II: Jacek Broński Widzów: 2000 MVP: Jan Hadrava |  |

| 24.02.2018 | Jastrzębski Węgiel | 3:0 (36:34, 25:20, 26:24) | Indykpol AZS Olsztyn | Hala WS, Jastrzębie-Zdrój                                                               |  |
| 14:45      | Wyjściowe ustawienie: Maciej Muzaj 25 pkt Salvador Hidalgo Oliva 19 pkt Wojciech Sobala 10 pkt Jason De Rocco 6 pkt Lukas Kampa 5 pkt Damian Boruch 4 pkt Jakub Popiwczak (L) Zmiany: Rodrigo Quiroga 2 pkt Marcin Ernastowicz 1 pkt Karol Gdowski (L) | statystyki                | Wyjściowe ustawienie: 17 pkt Jan Hadrava 9 pkt Tomas Rousseaux 8 pkt Jakub Kochanowski 6 pkt Miłosz Zniszczoł 4 pkt Robbert Andringa 0 pkt Paweł Woicki (L) Michał Żurek Zmiany: 3 pkt Daniel Pliński 1 pkt Adrian Buchowski 0 pkt Mateusz Kańczok 0 pkt Blake Scheerhoorn | Sędzia I: Tomasz Janik Sędzia II: Magdalena Niewiarowska Widzów: 1698 MVP: Maciej Muzaj |  |

| 03.03.2018 | Indykpol AZS Olsztyn | 3:1 (23:25, 25:23, 25:19, 25:13) | Asseco Resovia Rzeszów | Hala Urania, Olsztyn                                                                       |  |
| 14:45      | Wyjściowe ustawienie: Jan Hadrava 24 pkt Robbert Andringa 15 pkt Jakub Kochanowski 11 pkt Tomas Rousseaux 3 pkt Daniel Pliński 2 pkt Paweł Woicki 1 pkt Michał Żurek (L) Zmiany: Adrian Buchowski 15 pkt Miłosz Zniszczoł 10 pkt Mateusz Kańczok 0 pkt | statystyki                       | Wyjściowe ustawienie: 19 pkt Jakub Jarosz 14 pkt Aleksander Śliwka 11 pkt Thibault Rossard 8 pkt Dawid Dryja 4 pkt Marcin Możdżonek 1 pkt Lukáš Ticháček (L) Paweł Rusek Zmiany: 2 pkt Barthélémy Chinenyeze 2 pkt Dominik Depowski 1 pkt Elviss Krastins 0 pkt Michał Kędzierski 0 pkt Łukasz Perłowski 0 pkt Jochen Schöps (L) Mateusz Masłowski | Sędzia I: Waldemar Kobienia Sędzia II: Sławomir Gołąbek Widzów: 2100 MVP: Adrian Buchowski |  |

| 07.03.2018 | Trefl Gdańsk | 3:2 (17:25, 21:25, 25:22, 25:17, 16:14) | Indykpol AZS Olsztyn | Ergo Arena, Gdańsk                                                                      |  |
| 20:30      | Wyjściowe ustawienie: Damian Schulz 31 pkt Artur Szalpuk 19 pkt Mateusz Mika 13 pkt Wojciech Grzyb 9 pkt Piotr Nowakowski 9 pkt Tyler Sanders 0 pkt Maciej Olenderek (L) Zmiany: Wojciech Ferens 1 pkt Michał Kozłowski 1 pkt Daniel McDonnell 1 pkt Szymon Jakubiszak 0 pkt Fabian Majcherski (L) | statystyki                              | Wyjściowe ustawienie: 23 pkt Jan Hadrava 14 pkt Robbert Andringa 14 pkt Jakub Kochanowski 12 pkt Miłosz Zniszczoł 11 pkt Tomas Rousseaux 3 pkt Paweł Woicki (L) Michał Żurek Zmiany: 6 pkt Adrian Buchowski 0 pkt Mateusz Kańczok 0 pkt Łukasz Makowski 0 pkt Daniel Pliński 0 pkt Blake Scheerhoorn | Sędzia I: Agnieszka Michlic Sędzia II: Jacek Broński Widzów: 2700 MVP: Michał Kozłowski |  |

| 11.03.2018 | Cuprum Lubin | 1:3 (25:23, 21:25, 20:25, 18:25) | Indykpol AZS Olsztyn | Hala WS, Lubin                                                                           |  |
| 20:00      | Wyjściowe ustawienie: Robert Täht 14 pkt Dawid Gunia 13 pkt Łukasz Kaczmarek 9 pkt Piotr Hain 7 pkt Filip Biegun 6 pkt Michal Masný 0 pkt Marcin Kryś (L) Zmiany: Adrian Patucha 7 pkt Miloš Terzić 1 pkt Maciej Gorzkiewicz 0 pkt Bartosz Makoś (L) | statystyki                       | Wyjściowe ustawienie: 31 pkt Tomas Rousseaux 14 pkt Robbert Andringa 14 pkt Jan Hadrava 9 pkt Jakub Kochanowski 3 pkt Paweł Woicki 1 pkt Daniel Pliński (L) Michał Żurek Zmiany: 6 pkt Miłosz Zniszczoł 0 pkt Mateusz Kańczok 0 pkt Łukasz Makowski (L) Jakub Zabłocki | Sędzia I: Marek Lagierski Sędzia II: Wojciech Maroszek Widzów: 1290 MVP: Tomas Rousseaux |  |

| 18.03.2018 | Indykpol AZS Olsztyn | 3:0 (27:25, 25:22, 25:20) | Cerrad Czarni Radom | Hala Urania, Olsztyn                                                                  |  |
| 14:45      | Wyjściowe ustawienie: Jan Hadrava 23 pkt Robbert Andringa 12 pkt Miłosz Zniszczoł 12 pkt Tomas Rousseaux 8 pkt Jakub Kochanowski 0 pkt Paweł Woicki 0 pkt Michał Żurek (L) Zmiany: Daniel Pliński 4 pkt Mateusz Kańczok 0 pkt | statystyki                | Wyjściowe ustawienie: 13 pkt Tomasz Fornal 10 pkt Wojciech Żaliński 9 pkt Norbert Huber 7 pkt Kamil Kwasowski 5 pkt Michał Ostrowski 4 pkt Dejan Vinčić (L) Dustin Watten Zmiany: 3 pkt Dmytro Teriomenko 2 pkt Jakub Ziobrowski 1 pkt Jakub Rybicki (L) Kacper Wasilewski | Sędzia I: Piotr Skowroński Sędzia II: Agnieszka Michlic Widzów: 2100 MVP: Jan Hadrava |  |

| 24.03.2018 | Łuczniczka Bydgoszcz | 0:3 (19:25, 32:34, 17:25) | Indykpol AZS Olsztyn | Hala Łuczniczka, Bydgoszcz                                                                 |  |
| 14:45      | Wyjściowe ustawienie: Metodi Ananiew 11 pkt Ewgenios Gortsaniuk 7 pkt Bartosz Filipiak 4 pkt Mateusz Sacharewicz 4 pkt Michał Szalacha 4 pkt Edgardo Goás 2 pkt Adam Kowalski (L) Zmiany: Paweł Gryc 11 pkt Wojciech Jurkiewicz 2 pkt Krzysztof Bieńkowski 0 pkt Piotr Sieńko 0 pkt | statystyki                | Wyjściowe ustawienie: 16 pkt Jakub Kochanowski 15 pkt Jan Hadrava 12 pkt Tomas Rousseaux 11 pkt Miłosz Zniszczoł 9 pkt Robbert Andringa 1 pkt Paweł Woicki (L) Michał Żurek Zmiany: 0 pkt Daniel Pliński (L) Jakub Zabłocki | Sędzia I: Wojciech Maroszek Sędzia II: Marek Lagierski Widzów: 1570 MVP: Jakub Kochanowski |  |

| 30.03.2018 | Indykpol AZS Olsztyn | 3:1 (25:21, 21:25, 25:18, 25:21) | Onico Warszawa | Hala Urania, Olsztyn                                                                          |  |
| 18:00      | Wyjściowe ustawienie: Jan Hadrava 21 pkt Jakub Kochanowski 19 pkt Robbert Andringa 16 pkt Tomas Rousseaux 9 pkt Miłosz Zniszczoł 2 pkt Paweł Woicki 0 pkt Michał Żurek (L) Zmiany: Daniel Pliński 4 pkt Blake Scheerhoorn 2 pkt Mateusz Kańczok 1 pkt Łukasz Makowski 0 pkt | statystyki                       | Wyjściowe ustawienie: 15 pkt Nikola Ǵorǵiev 13 pkt Jan Nowakowski 12 pkt Bartosz Kwolek 11 pkt Wojciech Włodarczyk 9 pkt Andrzej Wrona 2 pkt Antoine Brizard (L) Damian Wojtaszek Zmiany: 0 pkt Jan Firlej 0 pkt Guillaume Samica | Sędzia I: Jarosław Makowski Sędzia II: Maciej Maciejewski Widzów: 2000 MVP: Jakub Kochanowski |  |

| 07.04.2018 | GKS Katowice | 2:3 (25:20, 25:22, 21:25, 20:25, 11:15) | Indykpol AZS Olsztyn | Hala Szopienice, Katowice                                                             |  |
| 17:30      | Wyjściowe ustawienie: Rafał Sobański 16 pkt Serhij Kapełuś 13 pkt Dominik Witczak 12 pkt Paweł Pietraszko 9 pkt Emanuel Kohút 6 pkt Marcin Komenda 2 pkt Bartosz Mariański (L) Zmiany: Karol Butryn 8 pkt Tomasz Kalembka 1 pkt Maciej Fijałek 0 pkt Bartłomiej Krulicki 0 pkt Gonzalo Quiroga 0 pkt | statystyki                              | Wyjściowe ustawienie: 16 pkt Robbert Andringa 12 pkt Jan Hadrava 11 pkt Jakub Kochanowski 6 pkt Tomas Rousseaux 2 pkt Miłosz Zniszczoł 1 pkt Paweł Woicki (L) Michał Żurek Zmiany: 13 pkt Daniel Pliński 11 pkt Adrian Buchowski 3 pkt Mateusz Kańczok 0 pkt Łukasz Makowski 0 pkt Blake Scheerhoorn | Sędzia I: Paweł Ignatowicz Sędzia II: Maciej Twardowski Widzów: 550 MVP: Michał Żurek |  |

| 15.04.2018 | Indykpol AZS Olsztyn | 3:0 (25:14, 25:17, 25:11) | MKS Będzin | Hala Urania, Olsztyn                                                                             |  |
| 14:45      | Wyjściowe ustawienie: Jan Hadrava 16 pkt Jakub Kochanowski 14 pkt Robbert Andringa 13 pkt Tomas Rousseaux 8 pkt Daniel Pliński 4 pkt Paweł Woicki 2 pkt Michał Żurek (L) Zmiany: Mateusz Kańczok 0 pkt | statystyki                | Wyjściowe ustawienie: 11 pkt Rafael Rodrigues de Araújo 3 pkt Artur Ratajczak 2 pkt Jakub Peszko 2 pkt Marcin Waliński 1 pkt Bartłomiej Grzechnik 0 pkt Jonah Seif (L) Michał Potera Zmiany: 6 pkt Jan Klobucar 2 pkt Rafał Faryna 2 pkt Łukasz Kozub 2 pkt Złatan Jordanow 1 pkt Mateusz Kowalski | Sędzia I: Maciej Twardowski Sędzia II: Magdalena Niewiarowska Widzów: 2390 MVP: Robbert Andringa |  |

### Faza playoff

#### Ćwierćfinał (do 2 zwycięstw)
| 18.04.2018 | Indykpol AZS Olsztyn | 2:3 (25:22, 27:25, 23:25, 19:25, 6:15) | Asseco Resovia Rzeszów | Hala Urania, Olsztyn                                                                |  |
| 17:00      | Wyjściowe ustawienie: Jan Hadrava 20 pkt Robbert Andringa 17 pkt Tomas Rousseaux 17 pkt Jakub Kochanowski 6 pkt Daniel Pliński 5 pkt Paweł Woicki 0 pkt Michał Żurek (L) Zmiany: Blake Scheerhoorn 4 pkt Miłosz Zniszczoł 3 pkt Mateusz Kańczok 2 pkt Adrian Buchowski 1 pkt Łukasz Makowski 0 pkt | statystyki                             | Wyjściowe ustawienie: 16 pkt Dawid Dryja 16 pkt Thibault Rossard 16 pkt Aleksander Śliwka 15 pkt Jakub Jarosz 11 pkt Barthélémy Chinenyeze 2 pkt Lukáš Ticháček (L) Mateusz Masłowski Zmiany: 1 pkt Jochen Schöps 0 pkt Michał Kędzierski 0 pkt Łukasz Perłowski | Sędzia I: Szymon Pindral Sędzia II: Maciej Twardowski Widzów: 2050 MVP: Dawid Dryja |  |

| 21.04.2018 | Asseco Resovia Rzeszów | 1:3 (28:30, 25:21, 15:25, 23:25) | Indykpol AZS Olsztyn | Hala Podpromie, Rzeszów                                                               |  |
| 14:45      | Wyjściowe ustawienie: Thibault Rossard 16 pkt Jakub Jarosz 15 pkt Dawid Dryja 14 pkt Aleksander Śliwka 7 pkt Barthélémy Chinenyeze 6 pkt Lukáš Ticháček 1 pkt Mateusz Masłowski (L) Zmiany: Michał Kędzierski 2 pkt Jochen Schöps 2 pkt Elviss Krastins 1 pkt Łukasz Perłowski 1 pkt Dominik Depowski 0 pkt Paweł Rusek (L) | statystyki                       | Wyjściowe ustawienie: 21 pkt Jan Hadrava 15 pkt Jakub Kochanowski 14 pkt Tomas Rousseaux 9 pkt Robbert Andringa 9 pkt Miłosz Zniszczoł 1 pkt Paweł Woicki (L) Michał Żurek Zmiany: 1 pkt Adrian Buchowski 1 pkt Mateusz Kańczok 0 pkt Łukasz Makowski 0 pkt Daniel Pliński | Sędzia I: Piotr Król Sędzia II: Wojciech Maroszek Widzów: 3000 MVP: Jakub Kochanowski |  |

| 22.04.2018 | Asseco Resovia Rzeszów | 1:3 (22:25, 25:18, 26:28, 26:28) | Indykpol AZS Olsztyn | Hala Podpromie, Rzeszów                                                               |  |
| 14:45      | Wyjściowe ustawienie: Aleksander Śliwka 22 pkt Jakub Jarosz 20 pkt Thibault Rossard 11 pkt Dawid Dryja 9 pkt Barthélémy Chinenyeze 6 pkt Lukáš Ticháček 0 pkt Mateusz Masłowski (L) Zmiany: Michał Kędzierski 5 pkt Łukasz Perłowski 1 pkt Dominik Depowski 0 pkt Elviss Krastins 0 pkt Jochen Schöps 0 pkt | statystyki                       | Wyjściowe ustawienie: 25 pkt Jan Hadrava 15 pkt Tomas Rousseaux 12 pkt Jakub Kochanowski 10 pkt Robbert Andringa 5 pkt Miłosz Zniszczoł 0 pkt Paweł Woicki (L) Michał Żurek Zmiany: 4 pkt Daniel Pliński 2 pkt Adrian Buchowski 0 pkt Mateusz Kańczok | Sędzia I: Marek Lagierski Sędzia II: Waldemar Niemczura Widzów: 2800 MVP: Jan Hadrava |  |

#### Półfinał (do 2 zwycięstw)
| 25.04.2018 | Indykpol AZS Olsztyn | 2:3 (25:27, 25:20, 23:25, 27:25, 17:19) | ZAKSA Kędzierzyn-Koźle | Hala Urania, Olsztyn                                                                      |  |
| 20:30      | Wyjściowe ustawienie: Jan Hadrava 28 pkt Robbert Andringa 16 pkt Tomas Rousseaux 16 pkt Jakub Kochanowski 11 pkt Miłosz Zniszczoł 9 pkt Paweł Woicki 3 pkt Michał Żurek (L) Zmiany: Daniel Pliński 2 pkt Mateusz Kańczok 0 pkt | statystyki                              | Wyjściowe ustawienie: 23 pkt Sam Deroo 22 pkt Maurice Torres 16 pkt Mateusz Bieniek 10 pkt Łukasz Wiśniewski 9 pkt Rafał Buszek 2 pkt Benjamin Toniutti (L) Paweł Zatorski Zmiany: 0 pkt Sławomir Jungiewicz | Sędzia I: Mariusz Gadzina Sędzia II: Paweł Burkiewicz Widzów: 2390 MVP: Benjamin Toniutti |  |

| 28.04.2018 | ZAKSA Kędzierzyn-Koźle | 3:2 (19:25, 22:25, 25:17, 25:20, 15:11) | Indykpol AZS Olsztyn | Hala Azoty, Kędzierzyn-Koźle                                                       |  |
| 20:30      | Wyjściowe ustawienie: Maurice Torres 29 pkt Sam Deroo 15 pkt Łukasz Wiśniewski 8 pkt Mateusz Bieniek 7 pkt Rafał Buszek 7 pkt Benjamin Toniutti 4 pkt Paweł Zatorski (L) Zmiany: Kamil Semeniuk 1 pkt Sławomir Jungiewicz 0 pkt Rafał Szymura 0 pkt | statystyki                              | Wyjściowe ustawienie: 20 pkt Jan Hadrava 14 pkt Robbert Andringa 10 pkt Jakub Kochanowski 8 pkt Miłosz Zniszczoł 4 pkt Tomas Rousseaux 1 pkt Paweł Woicki (L) Michał Żurek Zmiany: 12 pkt Adrian Buchowski 1 pkt Mateusz Kańczok 1 pkt Blake Scheerhoorn 0 pkt Łukasz Makowski 0 pkt Daniel Pliński (L) Jakub Zabłocki | Sędzia I: Wojciech Maroszek Sędzia II: Piotr Król Widzów: 3000 MVP: Maurice Torres |  |

#### Mecz o 3. miejsce (do 2 zwycięstw)
| 02.05.2018 | Indykpol AZS Olsztyn | 2:3 (25:16, 26:24, 26:28, 23:25, 12:15) | Trefl Gdańsk | Hala Urania, Olsztyn                                                                   |  |
| 17:30      | Wyjściowe ustawienie: Jan Hadrava 24 pkt Jakub Kochanowski 20 pkt Robbert Andringa 14 pkt Tomas Rousseaux 10 pkt Miłosz Zniszczoł 10 pkt Paweł Woicki 1 pkt Michał Żurek (L) Zmiany: Adrian Buchowski 6 pkt Mateusz Kańczok 0 pkt Łukasz Makowski 0 pkt Daniel Pliński 0 pkt | statystyki                              | Wyjściowe ustawienie: 22 pkt Damian Schulz 18 pkt Daniel McDonnell 17 pkt Artur Szalpuk 13 pkt Mateusz Mika 12 pkt Piotr Nowakowski 0 pkt Tyler Sanders (L) Maciej Olenderek Zmiany: 1 pkt Wojciech Ferens 1 pkt Bradley Gunter 1 pkt Michał Kozłowski 0 pkt Szymon Jakubiszak 0 pkt Patryk Niemiec (L) Fabian Majcherski | Sędzia I: Marek Lagierski Sędzia II: Wojciech Maroszek Widzów: 2300 MVP: Artur Szalpuk |  |

| 05.05.2018 | Trefl Gdańsk | 3:1 (25:16, 20:25, 25:19, 25:18) | Indykpol AZS Olsztyn | Ergo Arena, Gdańsk                                                                 |  |
| 17:30      | Wyjściowe ustawienie: Artur Szalpuk 21 pkt Mateusz Mika 16 pkt Piotr Nowakowski 16 pkt Damian Schulz 8 pkt Daniel McDonnell 6 pkt Tyler Sanders 2 pkt Maciej Olenderek (L) Zmiany: Michał Kozłowski 2 pkt Wojciech Ferens 0 pkt Szymon Jakubiszak 0 pkt | statystyki                       | Wyjściowe ustawienie: 16 pkt Jan Hadrava 10 pkt Jakub Kochanowski 8 pkt Robbert Andringa 7 pkt Miłosz Zniszczoł 5 pkt Adrian Buchowski 1 pkt Paweł Woicki (L) Michał Żurek Zmiany: 11 pkt Tomas Rousseaux 2 pkt Mateusz Kańczok 0 pkt Łukasz Makowski | Sędzia I: Jacek Broński Sędzia II: Zbigniew Wolski Widzów: 4475 MVP: Artur Szalpuk |  |